# Traian Givulescu
Traian Givulescu (n. 1 iulie 1879, Toc, România – d. 17 iunie 1957, Arad, România) a fost un deputat în Marea Adunare Națională de la Alba Iulia, organismul legislativ reprezentativ al „tuturor românilor din Transilvania, Banat și Țara Ungurească”, cel care a adoptat hotărârea privind Unirea Transilvaniei cu România, la 1 decembrie 1918.:p. 77

## Biografie
Se naște în localitatea Toc la data de 21 iulie 1879. Urmează studiile preparandiei din Arad, iar între 1896 și 1904 este învățător în satul Otvöș. După 1918 predă ca învățător la Radna și Arad. Moare la Arad pe 17 iunie 1957.:p. 83

## Activitate politică
Organizează clubul Partidului Național Român din localitatea Otvöș. A participat la Marea Adunare Națională de la Alba Iulia din 1918 ca delegat titular al cercului electoral Radna.:p. 83